# Taxi Driver
Taxi Driver (Brasil: Taxi Driver – Motorista de Táxi ) é um filme estadunidense de 1976, dirigido por Martin Scorsese, dos gêneros crime e drama. Escrito por Paul Schrader, o filme é ambientado na degradada cidade de Nova York no contexto pós-Guerra do Vietnã. É estrelado por Robert De Niro como o ex-fuzileiro naval e atual taxista Travis Bickle, cujo estado mental se deteriora enquanto ele trabalha à noite na cidade. O filme também é estrelado por Jodie Foster, Cybill Shepherd, Harvey Keitel, Peter Boyle, Leonard Harris e Albert Brooks em seu primeiro papel no cinema.
Tomando The Wrong Man (1956) e A Bigger Splash (1973) como inspirações, Scorsese queria que o filme parecesse um sonho para o público. As filmagens começaram no verão de 1975 em Nova York, com atores aceitando cortes de salários para garantir que o projeto pudesse ser concluído com um baixo orçamento de US$ 1,9 milhão; sua produção foi concluída no mesmo ano. Bernard Herrmann compôs para o filme o que seria sua trilha sonora final; a música foi concluída poucas horas antes de sua morte e o filme acabou sendo dedicado em sua memória.
Lançado nos cinemas pela Columbia Pictures em 8 de fevereiro do ano seguinte, o filme foi um sucesso comercial e de crítica, apesar de gerar controvérsia tanto por sua violência gráfica no clímax final quanto pela escalação de Foster, então com doze anos de idade, como uma prostituta infantil. O filme recebeu vários prêmios, incluindo a Palma de Ouro no Festival de Cinema de Cannes de 1976 e quatro indicações ao 49º Oscar, incluindo Melhor filme, Melhor ator (para De Niro) e Melhor atriz coadjuvante (para Foster).
Embora Taxi Driver tenha gerado mais controvérsia anos depois por inspirar a tentativa de assassinato do presidente Ronald Reagan por John Hinckley Jr. em 1981, o filme permaneceu popular. É considerado um dos maiores filmes já feitos e um dos mais culturalmente significativos e inspiradores de seu tempo, conquistando status de cult. Em 1994, o filme foi considerado "culturalmente, historicamente ou esteticamente" significativo pela Biblioteca do Congresso dos Estados Unidos e foi selecionado para preservação no National Film Registry.

## Enredo
Travis Bickle é um jovem de 26 anos frustrado e alienado do meio-oeste dos Estados Unidos, que alega ter sido recentemente dispensado do Corpo de Fuzileiros Navais. Ele sofre de insônia e consequentemente arranja um emprego como taxista na cidade de Nova Iorque, oferecendo-se para trabalhar no turno da madrugada. Travis passa o seu tempo livre assistindo a filmes pornográficos em cinemas imundos, dirigindo sem rumo pela periferia de Manhattan. Também observa Nova York de seu táxi e irrompe com violência contra o que julga ser a escória que contamina a cidade.
Travis é incomodado pelo que considera o declínio moral a seu redor, e quando Iris, uma prostituta de 12 anos de idade, entra no seu táxi certa noite para fugir de um cafetão, Travis torna-se obcecado em salvá-la, apesar da completa falta de interesse da jovem pela ideia. Ela explica que estava drogada quando tentou fugir e que o cafetão, Sport, é na verdade uma pessoa gentil e prestável.
Travis é também obcecado por Betsy, que trabalha no comitê eleitoral do senador Palantine, candidato à presidência, cuja campanha promete mudanças sociais drásticas; Travis também decide apoiar a candidatura de Palantine após conhecer Betsy. Ela inicialmente fica intrigada com Travis e, identificando-se com sua própria solidão, concorda em sair com ele. No encontro, entretanto, Travis ingenuamente leva-a para ver um filme pornô e a moça o abandona, perturbada.
Na tentativa de encontrar uma saída para suas frustrações, Travis inicia um programa de intenso treinamento físico. Um colega taxista o encaminha para um traficante ilegal de armas, Andy "Marcha Lenta", de quem Travis compra quatro revólveres. Em casa, Travis pratica o uso de suas armas e modifica uma para permitir que ele a esconda embaixo de sua manga e a use de maneira mais ágil. Ele também começa a participar dos comícios de Palantine para garantir sua segurança. Uma noite, Travis entra em uma loja de conveniência momentos antes de uma tentativa de assalto à mão armada e atira fatalmente no ladrão; para ajudá-lo a escapar da prisão, uma vez que o porte de armas de Travis é ilegal, o dono da loja assume a responsabilidade pela ação, reivindicando uma das armas de Travis como sua.
Travis procura Iris, através de seu cafetão Sport, e duas vezes tenta convencê-la a parar de se prostituir, um esforço que a convence parcialmente. Depois de um café da manhã com Iris, Travis lhe envia uma carta contendo dinheiro, implorando para ela voltar para casa. Travis corta seu cabelo em um moicano e participa de uma manifestação pública onde ele pretende assassinar Palantine; Travis chega a quase sacar uma de suas armas, mas os agentes do Serviço Secreto o notaram colocando a mão dentro do casaco. Ele quase é pego, mas escapa com sucesso do comício.
Naquela noite, Travis dirige para o bordel de Sport no East Village. Travis atira em Sport, causando um tiroteio; ele atira em um gângster na mão, mas Sport se levanta e atira no pescoço dele antes que Travis o atinja novamente. Então o cliente de Iris entra pela porta do quarto e atira no braço dele e Travis o mata com a sua arma escondida na manga. Ele é atacado pelo gângster novamente, que esfaqueia a sua mão, mas Travis finalmente atira nele mortalmente antes de Iris começar a chorar desesperada. Quando a polícia chega, Travis tenta suicidar-se com um tiro na cabeça, mas fica sem munição e desmaia devido à perda de sangue.
O tiroteio de Travis é visto pela polícia e pela imprensa como uma tentativa de resgatar Iris de bandidos armados. Travis acaba não respondendo criminalmente e é aclamado como um herói local na imprensa. Ele recebe uma carta do pai de Iris, agradecendo por salvá-la e revelando que ela voltou para casa em Pittsburgh, onde está indo para a escola. Após semanas de recuperação e retorno ao trabalho, Travis encontra Betsy na rua dando sinal para pegar o seu táxi; Travis a leva para casa, mas se recusa a deixá-la pagar a tarifa, indo embora com um sorriso. Quando Travis se afasta, ele fica subitamente agitado depois de notar algo em seu espelho retrovisor antes dos créditos finais surgirem.

## Elenco
- Robert De Niro como Travis Bickle
- Cybill Shepherd como Betsy
- Jodie Foster como Iris Steensma
- Peter Boyle como "Mágico"
- Harvey Keitel como Matthew "Sport"
- Leonard Harris como Senador Charles Palantine
- Albert Brooks como Tom
- Martin Scorsese como um passageiro do táxi de Travis
- Victor Argo como dono de mercado
- Steven Prince como "Marcha Lenta", vendedor ilegal de armas

## Produção

### Desenvolvimento
Martin Scorsese afirmou que foi Brian De Palma quem o apresentou a Paul Schrader com a ideia de Taxi Driver concebida do sentimento de Scorsese de que os filmes são como sonhos ou devaneios induzidos por drogas. Ele tentou evocar no espectador a sensação de estar em um estado de limbo entre dormir e acordar. Scorsese cita The Wrong Man de Alfred Hitchcock e A Bigger Splash de Jack Hazan como inspirações para seu trabalho de câmera no filme. Antes de Scorsese ser contratado, John Milius e Irvin Kershner foram considerados para dirigir o projeto. Ao escrever o roteiro, Schrader se inspirou nos diários de Arthur Bremer, que atirou no candidato presidencial democrata George Wallace em 1972, bem como na canção "Taxi" de Harry Chapin, que é sobre uma antiga namorada de um taxista que pega uma corrida em seu veículo. Para o final da história, em que Bickle se torna um herói da mídia, Schrader foi inspirado pela tentativa de assassinato do presidente Gerald Ford por Sara Jane Moore, que originou uma matéria de capa na revista Newsweek.
Schrader também usou a si mesmo como inspiração. Em uma entrevista de 1981 com Tom Snyder no programa The Tomorrow Show, ele relatou sua experiência de viver na cidade de Nova York enquanto lutava contra a insônia crônica, o que o levou a frequentar sex shops e cinemas pornográficos porque eles ficavam abertos a noite toda. Após um divórcio e um rompimento com uma namorada que morava com ele, ele passou algumas semanas morando em seu carro. Depois de visitar um hospital para tratar de uma úlcera estomacal, Schrader escreveu o roteiro de Taxi Driver em "menos de quinze dias". Ele afirma: "O primeiro rascunho tinha talvez sessenta páginas e comecei o próximo rascunho imediatamente, levando menos de duas semanas". Schrader relembra: "Percebi que não falava com ninguém há semanas [...] foi quando a metáfora do táxi me ocorreu. Era isso que eu era: essa pessoa em uma caixa de ferro, um caixão, flutuando pela cidade, mas aparentemente sozinho". Schrader decidiu fazer de Bickle um veterano do Vietnã porque o trauma nacional da guerra parecia combinar perfeitamente com a psicose paranóica de Bickle, tornando suas experiências após a guerra mais intensas e ameaçadoras. Mais dois rascunhos foram escritos em dez dias. Pickpocket (1959), um filme do diretor francês Robert Bresson, também foi citado como uma influência.
Em seu livro Scorsese on Scorsese, Scorsese menciona o simbolismo religioso na história, comparando Bickle a um santo que quer limpar ou purgar sua mente e seu corpo da fraqueza. Bickle tenta se matar perto do final do filme como uma homenagem ao princípio de "morte com honra" dos samurais. Dustin Hoffman recebeu a oferta do papel de Travis Bickle, mas recusou porque achou que Scorsese era "louco". Al Pacino e Jeff Bridges também foram considerados para Travis Bickle.

### Pré-produção
Enquanto se preparava para seu papel como Bickle, De Niro estava filmando Novecento (1976) de Bernardo Bertolucci na Itália. De acordo com Boyle, ele iria "terminar as filmagens em uma sexta-feira em Roma... pegar um avião... [e] voar para Nova York". Aproveitando que tinha uma habilitação para taxista, De Niro pegava um táxi e dirigia por Nova York por algumas semanas, durante suas folgas, antes de retornar a Roma para retomar as filmagens de Novecento. Embora Robert DeNiro já tivesse estrelado em The Godfather Part II (1974), ele só foi reconhecido uma vez por um passageiro enquanto dirigia o táxi na cidade de Nova York. De Niro aparentemente perdeu dezesseis quilos e ouviu repetidamente uma leitura gravada dos diários do criminoso Arthur Bremer. Também durante as folgas de Novecento, De Niro visitou uma base militar no norte da Itália e gravou soldados do meio-oeste dos Estados Unidos, cujos sotaques ele achou que poderiam ser apropriados para o personagem de Travis.
Scorsese trouxe o designer de títulos de filmes Dan Perri para projetar a sequência de títulos de Taxi Driver. Perri tinha sido a escolha original de Scorsese para projetar os títulos de Alice Doesn't Live Here Anymore em 1974, mas como Perri ainda era um profissional desconhecido a Warner Bros. barrou sua contratação. Na época em que Taxi Driver estava entrando em produção, Perri havia ganhado reconhecimento após seu trabalho em O Exorcista (1973), o que facilitou para que Scorsese pudesse traze-lo. Perri criou os títulos de abertura de Taxi Driver usando filmagens de segunda unidade que ele tratou com cores por meio de um processo de cópia de filme e varredura de fenda, resultando em uma sequência gráfica altamente estilizada que evocava o "submundo" da cidade de Nova York por meio de cores lúgubres, letreiros de neon brilhantes, imagens noturnas distorcidas e níveis de preto profundo na tela. Seu trabalho em Taxi Driver ajudou a impulsionar ainda mais a carreira de Perri, que passou a projetar títulos de abertura para vários filmes importantes anos depois, incluindo Star Wars: Episódio IV – Uma Nova Esperança (1977) e Raging Bull (1980).

### Filmagem
A Columbia Pictures deu a Scorsese um orçamento inicial de US$ 1,3 milhão em abril de 1974. Com um orçamento total de apenas US$ 1,9 milhão, vários atores tiveram cortes salariais para que o projeto fosse adiante. De Niro e Cybill Shepherd receberam apenas US$ 35.000 para fazer o filme, enquanto Scorsese recebeu US$ 65.000. No geral, US$ 200.000 do orçamento foram alocados para os salários dos atores do filme.
O filme foi rodado durante uma forte onda de calor em meio ao verão de Nova York e uma greve de saneamento em 1975. Os produtores entraram em conflito com a Motion Picture Association of America (MPAA) devido à violência que seria retratada em Taxi Driver. Scorsese dessaturou as cores na cena do tiroteio final, o que permitiu que o filme obtivesse uma "classificação R". Para capturar as cenas atmosféricas no táxi de Bickle, os técnicos de som entravam no porta-malas enquanto Scorsese e seu diretor de fotografia, Michael Chapman, se acomodavam no chão do banco de trás e usavam a luz disponível para filmar. Chapman mais tarde admitiu que o estilo de filmagem foi fortemente influenciado pelo cineasta da nouvelle vague Jean-Luc Godard e seu diretor de fotografia Raoul Coutard, já que a equipe não tinha tempo ou dinheiro para fazer "coisas tradicionais". Quando Bickle decide assassinar o senador Palantine, ele corta o cabelo em um moicano. Esse detalhe foi sugerido pelo ator Victor Magnotta, um amigo de Scorsese que teve um pequeno papel como agente do Serviço Secreto e serviu no Vietnã. Scorsese observou mais tarde que Magnotta lhes disse que "em Saigon, se você visse um cara com a cabeça raspada, como um pequeno moicano, isso geralmente significava que essas pessoas estavam prontas para entrar em uma determinada situação das Forças Especiais. Você nem chegava perto delas. Elas estavam prontas para matar".
As filmagens ocorreram no West Side em Nova York, numa época em que a cidade estava bastante degradada economicamente. De acordo com o produtor Michael Phillips: "todo o West Side foi bombardeado. Realmente havia fileira após fileira de prédios condenados e foi isso que usamos para construir nossos sets [...] Não sabíamos que estávamos documentando o que parecia ser o suspiro de morte de Nova York". A tomada de rastreamento sobre a cena do tiroteio, filmada em um apartamento real, levou três meses de preparação; a equipe de produção teve que cortar o teto para filmá-la.

## Música
Antes de Taxi Driver, o músico Bernard Herrmann compôs anteriormente a trilha de Obsession (1976); dirigido por De Palma, este o apresentou a Scorsese.
O trabalho de Herrmann no filme marcou sua última trilha sonora antes de sua morte em 24 de dezembro de 1975, várias horas depois de Herrmann concluir a gravação da trilha sonora. Com seu falecimento, Taxi Driver se tornou uma dedicatória a Hermann. Scorsese, que era um admirador de longa data de Herrmann antes de conhece-lo pessoalmente, queria muito que ele compusesse a trilha sonora; Herrmann foi sua "primeira e única escolha" antes mesmo de De Palma o sugerir. Scorsese considerou a trilha sonora de Herrmann de grande importância para o sucesso do filme: "Ela forneceu a base psicológica por todas as cenas".
O álbum The Silver Tongued Devil and I de Kris Kristofferson foi usado no filme após Alice Doesn't Live Here Anymore, onde Kristofferson desempenhou um papel coadjuvante. A canção "Late for the Sky" do cantor Jackson Browne também foi utilizada no filme.

## Recepção

### Bilheteria
O filme estreou no Coronet Theatre em Nova York e arrecadou um recorde de US$ 68.000 na primeira semana. Taxi Driver arrecadou US$ 28,3 milhões só nos Estados Unidos, tornando-se o 17º filme de maior bilheteria de 1976.

### Recepção da crítica
Taxi Driver recebeu aclamação universal da crítica. Roger Ebert imediatamente o elogiou como um dos melhores filmes que ele já tinha visto, afirmando:
Taxi Driver é um inferno, desde a cena inicial de um táxi emergindo de nuvens de vapor estigianas até a cena climática de assassinato em que a câmera finalmente olha para baixo. Scorsese queria desviar o olhar da rejeição de Travis; quase queremos desviar o olhar de sua vida. Mas ele está lá, tudo bem, e está sofrendo.
No agregador de resenhas online Rotten Tomatoes, o filme tem uma taxa de aprovação de 89% com base em 158 avaliações e uma classificação média de 9,1/10; o consenso crítico do site diz: "Um filme imperdível para os amantes do cinema, esta obra-prima de Martin Scorsese é tão contundente quanto envolvente, mostrando o melhor de Robert De Niro". O Metacritic dá ao filme a pontuação 94/100 com base em avaliações de 23 críticos, indicando "aclamação universal".
O filme foi classificado pelo American Film Institute como o 52º maior filme americano na lista de 2007 dos 100 maiores filmes estadunidenses, com Bickle sendo eleito o trigésimo maior vilão em uma pesquisa da mesma organização. A revista Empire também o classificou em 18º lugar em sua pesquisa "Os 100 Maiores Personagens de Cinema", enquanto o filme constou na posição dezessete na lista de 2008 da mesma revista que nomeava os 500 maiores filmes de todos os tempos. O jornal The Village Voice classificou Taxi Driver na posição 33 em sua lista dos 250 "Melhores Filmes do Século" em 1999, com base em uma pesquisa de críticos de cinema.
A revista Time Out realizou uma pesquisa dos cem maiores filmes ambientados na cidade de Nova York, com Taxi Driver ficando em primeiro lugar. O roteiro de Schrader para o filme foi classificado como o 43º melhor já escrito pelo Writers Guild of America. Taxi Driver também foi classificado como o 44º melhor filme dirigido de todos os tempos pelo Directors Guild of America. Em meio a tantos elogios, no entanto, o crítico Leonard Maltin deu uma classificação de apenas duas estrelas ao filme e chamou-o de uma "história sangrenta e fria da descida lúgubre de um homem doente à violência" que era "feia e implacável".
Em 2012, em uma pesquisa da Sight & Sound, o cineasta iraniano Asghar Farhadi selecionou Taxi Driver como um dos seus dez melhores filmes de todos os tempos. Quentin Tarantino também listou o filme entre seus dez maiores filmes de todos os tempos.

### Prêmios

#### Oscar 1977(EUA)
| Data da Cerimônia   | Categoria                | Recipiente       | Resultado |
| ------------------- | ------------------------ | ---------------- | --------- |
| 28 de março de 1977 | Melhor Filme             | Martin Scorsese  | Indicado  |
| 28 de março de 1977 | Melhor Ator              | Robert De Niro   | Indicado  |
| 28 de março de 1977 | Melhor Atriz Coadjuvante | Jodie Foster     | Indicado  |
| 28 de março de 1977 | Melhor Trilha Sonora     | Bernard Herrmann | Indicado  |

#### British Academy Film Awards(GBR)
| Data da Cerimônia   | Categoria                | Recipiente                             | Resultado |
| ------------------- | ------------------------ | -------------------------------------- | --------- |
| 24 de março de 1977 | Melhor Filme             | Martin Scorsese                        | Indicado  |
| 24 de março de 1977 | Melhor Diretor           | Martin Scorsese                        | Indicado  |
| 24 de março de 1977 | Melhor Ator              | Robert De Niro                         | Indicado  |
| 24 de março de 1977 | Melhor Edição            | Marcia Lucas, Tom Rolf, Melvin Shapiro | Indicado  |
| 24 de março de 1977 | Melhor Trilha Sonora     | Bernard Herrmann                       | Venceu    |
| 24 de março de 1977 | Melhor Atriz Estreante   | Jodie Foster                           | Venceu    |
| 24 de março de 1977 | Melhor Atriz Coadjuvante | Jodie Foster                           | Venceu    |

#### Palme d'Or  (Cannes)(FRA)
| Data da Cerimônia  | Categoria    | Recipiente      | Resultado |
| ------------------ | ------------ | --------------- | --------- |
| 28 de maio de 1976 | Melhor Filme | Martin Scorsese | Venceu    |

#### Associação de Críticos de Nova Iorque(EUA)
| Data da Cerimônia     | Categoria   | Recipiente     | Resultado |
| --------------------- | ----------- | -------------- | --------- |
| 30 de janeiro de 1976 | Melhor Ator | Robert De Niro | Venceu    |

### Homenagens
Além das listas supracitadas, Taxi Driver também foi finalista nas seguintes listas do American Film Institute:
- 1998: Melhores filmes estadunidenses (primeira versão): #47
- 2001: Filmes mais emocionantes do cinema estadunidense: #22
- 2005: Melhores frases do cinema estadunidense
  - "You talkin' to me?" ("Tá falando comigo?"), dito por Travis Bickle – #10

## Temas e interpretações
O crítico Roger Ebert escreveu sobre o final do filme:
Houve muita discussão sobre o final, no qual vemos recortes de jornais sobre o "heroísmo" de Travis em salvar Iris, e então Betsy entra em seu táxi e parece lhe dar admiração em vez de seu desgosto anterior. Esta é uma cena de fantasia? Travis sobreviveu ao tiroteio? Estamos vivenciando seus pensamentos de morte? A sequência pode ser aceita como literalmente verdadeira? [...] Não tenho certeza se pode haver uma resposta para essas perguntas. A sequência final soa como música, não drama: ela completa a história em um nível emocional, não literal. Não terminamos em carnificina, mas em redenção, que é o objetivo de muitos personagens de Scorsese. Eles se desprezam, vivem em pecado, ocupam ruas perigosas, mas querem ser perdoados e admirados.
James Berardinelli, em sua crítica ao filme, argumenta contra a interpretação de sonho ou fantasia, afirmando:
Scorsese e o escritor Paul Schrader acrescentam uma conclusão perfeita a Taxi Driver. Cheio de ironia, o epílogo de cinco minutos ressalta os caprichos do destino. A mídia transforma Bickle em um herói, quando, se ele tivesse sido um pouco mais rápido em sacar sua arma contra o senador Palantine, ele teria sido vilipendiado como um assassino. Quando o filme termina, o misantropo foi adotado como o cidadão modelo, alguém que enfrenta cafetões, traficantes de drogas e mafiosos para salvar uma garotinha.
No comentário de áudio do LaserDisc do filme de 1990 (assim como no DVD e no Blu-ray), Scorsese reconheceu a interpretação de vários críticos do final do filme como o sonho de Bickle morrendo. Ele admite que a última cena de Bickle olhando para um objeto invisível implica que Bickle cairá em raiva e imprudência no futuro e que ele é como "uma bomba-relógio". O escritor Paul Schrader confirma isso em seu comentário no lançamento em DVD do 30º aniversário do filme, afirmando que Travis "não está curado até o final do filme" e que "ele não será um herói da próxima vez". Quando questionado no site Reddit sobre o final do filme, Schrader disse que não deveria ser tomado como uma sequência de sonho, mas que ele o imaginou como um retorno ao início do filme, como se o último quadro "pudesse ser emendado ao primeiro quadro e o filme começasse tudo de novo".
O filme também foi associado à onda de filmes envolvendo temas de justiça vigilante nos anos 1970, mas também foi separado deles como um filme mais respeitável da Nova Hollywood. Embora compartilhe semelhanças com esses filmes, Taxi Driver não é explicitamente um filme sobre justiceiros e nem é classficado como pertencente a essa onda específica de cinema.
O filme pode ser visto como um sucessor espiritual de The Searchers (1956), de acordo com Roger Ebert. Ambos os filmes focam em um veterano de guerra solitário que tenta salvar uma jovem que é resistente aos seus esforços. Os personagens principais em ambos os filmes são retratados como desconectados da sociedade e incapazes de formar relacionamentos normais com os outros. Embora não esteja claro se Paul Schrader buscou inspiração em The Searchers especificamente, as semelhanças entre os dois filmes são evidentes.
O filme foi rotulado como neo-noir por alguns críticos, enquanto outros se referiram a ele como um filme anti-herói. Quando teve suas primeiras exibições na televisão, os créditos finais de Taxi Driver apresentavam uma tela preta com um aviso mencionando que "a distinção entre herói e vilão às vezes é uma questão de interpretação ou má interpretação dos fatos". Acredita-se que esse aviso tenha sido adicionado após a tentativa de assassinato de Ronald Reagan em 1981, mas, na verdade, é creditada a uma crítica do filme feita em 1979. A revista LA Weekly, juntamente com os portais Letterboxd e Yardbarker, listam este filme como pertencente ao subgênero vetsploitation.

## Controvérsias

### Presença de Foster
Alguns críticos mostraram preocupação com a presença de Jodie Foster, então com doze anos, durante a cena do tiroteio no clímax do filme. Foster disse que estava presente durante a configuração e encenação dos efeitos especiais usados durante a cena; todo o processo foi explicado e demonstrado para ela, passo a passo. Ela também comentou que ficou fascinada e entretida com a preparação dos bastidores que levou à cena. Além disso, antes de receber o papel, Foster foi submetida a testes psicológicos, participando de sessões com um psiquiatra da Universidade da Califórnia em Los Angeles, para garantir que ela não ficaria emocionalmente marcada por seu papel, de acordo com os requisitos do Conselho Trabalhista da Califórnia que monitoram o bem-estar das crianças em sets de filmagem.
Preocupações adicionais em torno da idade de Foster se concentram no papel que ela desempenhou como Iris, uma prostituta menor de idade. Anos depois, ela confessou o quão desconfortável era o tratamento de sua personagem no set. Scorsese não sabia como abordar diferentes cenas com a atriz. O diretor confiou em Robert De Niro para dar suas instruções à jovem atriz. Foster frequentemente expressou como De Niro se tornou um mentor para ela naquele momento, afirmando que sua carreira de atriz foi altamente influenciada pelos conselhos do ator durante as filmagens de Taxi Driver.

### John Hinckley Jr.
O filme Taxi Driver fazia parte da fantasia delirante de John Hinckley Jr. que desencadeou sua tentativa de assassinato do presidente Ronald Reagan em 1981, um ato pelo qual ele foi considerado inocente por motivo de insanidade. Hinckley afirmou que suas ações eram uma tentativa de impressionar Foster, em quem Hinckley estava fixado, imitando a aparência do cabelo moicano de Travis na cena do comício de Palantine. Seu advogado concluiu sua defesa exibindo o filme para o júri. Quando Scorsese ouviu sobre a motivação de Hinckley por trás de sua tentativa de assassinato, ele pensou brevemente em parar de fazer filmes, pois a associação do filme ao crime cometido por Hincley trouxe uma percepção negativa para Taxi Driver.

### Classificação R
A cena do tiroteio durante o clímax de Taxi Driver foi considerada altamente intensa graficamente por alguns críticos, com alguns sugerindo a "censura X" da MPAA, o órgão que regula a censura de filmes nos Estados Unidos. Tal cena chegou a causar vaias no Festival de Cannes por sua violência gráfica. Para obter uma "classificação R", Scorsese dessaturou as cores da cena, tornando o vermelho do sangue menos brilhante e proeminente. Em entrevistas posteriores, Scorsese comentou que ficou satisfeito com a mudança de cor e considerou uma melhoria em relação à cena original. No entanto, nos comentários da edição especial em DVD do filme, o diretor de fotografia Michael Chapman lamentou a decisão e o fato de não existir mais nenhuma cópia com as cores saturadas, uma vez que os negativos originais já estavam deteriorados há muito tempo.

## Legado
Taxi Driver, American Gigolo (1980), Light Sleeper (1992) e O Acompanhante (2007) compõem uma série referida como os filmes "Man in a Room" ou "Night Worker". O roteirista Paul Schrader (que dirigiu os últimos três filmes) disse que considera os personagens centrais dos quatro filmes como um único personagem, que mudou conforme ele envelheceu. O filme também influenciou You Talkin' to Me?, lançado em 1987 e dirigido por Charles Winkler.
Embora Meryl Streep não tivesse aspirado a se tornar uma atriz de cinema, a atuação de De Niro em Taxi Driver teve um impacto profundo sobre ela; ela disse a si mesma: "Esse é o tipo de atriz que quero ser quando crescer".
A representação do psicopata Albie Kinsella por Robert Carlyle na série de televisão britânica Cracker foi em parte inspirada por Travis Bickle, com a atuação de Carlyle sendo frequentemente comparada à de De Niro como resultado.
No filme Seven Psychopaths de 2012, o ator psicótico de Los Angeles, Billy Bickle (interpretado por Sam Rockwell), acredita ser filho ilegítimo de Travis Bickle.
O clímax final do filme inspirou Jacques Audiard na produção de Dheepan, que venceu a Palma de Ouro em 2015. O diretor francês baseou o personagem-título membro dos Tigres Tâmeis no personagem interpretado por Robert De Niro para torná-lo um "verdadeiro herói de cinema". O roteiro de Joker (2019) de Todd Phillips também se inspira em Taxi Driver.

### "You talkin' to me?"
"Tá falando comigo? Tá falando comigo? Tá falando comigo? Com quem mais você está falando? Tá falando comigo? Só tem eu aqui. Com quem diabos você pensa que está falando?"

– Travis Bickle enquanto treina o uso de suas armas diante do espelho.
A frase "You talkin' to me?" dita por Travis Bickle para si mesmo no espelho se tornou um fenômeno na cultura popular. Na cena em questão, o perturbado Bickle está se olhando no espelho, imaginando um confronto que lhe daria a chance de sacar sua arma. Em 2005, a frase foi classificada como a décima melhor citação da história do cinema estadunidense pelo American Film Institute.
Enquanto Scorsese disse que se inspirou no filme de John Huston de 1967, Reflections in a Golden Eye, em uma cena em que o personagem de Marlon Brando está de frente para o espelho, o roteirista Paul Schrader disse que De Niro improvisou o diálogo e que a atuação de De Niro foi inspirada por "um comediante underground de Nova York" que ele viu uma vez, possivelmente incluindo sua fala característica. O crítico Roger Ebert disse sobre a última parte da frase "Só tem eu aqui" que era "a fala mais verdadeira do filme... A necessidade desesperada de Travis Bickle de fazer algum tipo de contato de alguma forma - para compartilhar ou imitar a interação social sem esforço que ele vê ao seu redor, mas não participa". Em suas memórias de 2009, o saxofonista Clarence Clemons disse que De Niro explicou as origens da fala durante a produção de New York, New York (1977), com o ator vendo Bruce Springsteen dizer a fala no palco de um show. No filme de 2000 The Adventures of Rocky and Bullwinkle, De Niro repetiu o monólogo com algumas alterações no papel do personagem Fearless Leader.

## Possível continuação e remake
Em 2000, De Niro expressou interesse em trazer o personagem de volta em uma conversa com o apresentador do programa Inside the Actors Studio James Lipton. No final de janeiro de 2005, De Niro e Scorsese anunciaram uma sequência para o filme. Em uma exibição comemorativa do 25º aniversário de Raging Bull, De Niro falou sobre o desenvolvimento de uma história com um Travis Bickle mais velho. Em novembro de 2013, ele revelou que Schrader havia escrito um primeiro rascunho, mas tanto ele quanto Scorsese acharam que não era bom o suficiente para prosseguir com o projeto.
Schrader contestou isso em uma entrevista de 2024, dizendo: "Robert é quem queria fazer isso. Ele perguntou a Marty [Scorsese] e a mim. [...] Então ele pressionou Marty sobre isso e Marty me perguntou e eu disse: 'Marty, essa é a pior ideia que já ouvi'. Ele disse: 'Sim, mas diga a ele. Vamos jantar'. Então jantamos no restaurante do Bob e Bob estava falando sobre isso. Eu disse: 'Uau, essa é a pior ideia que já ouvi. Esse personagem morre no final do filme ou morre logo depois. Ele se foi. Ah, mas talvez haja uma versão dele que eu possa fazer. Talvez ele tenha se tornado Ted Kaczynski e talvez ele esteja em uma cabana em algum lugar e apenas sentado lá, fazendo cartas-bomba. Agora, isso seria legal. Esse seria um Travis legal. Ele não tem mais um táxi. Ele apenas fica sentado lá [risos] fazendo cartas-bomba'. Mas Bob também não gostou dessa ideia".
Em 2010, a revista Variety relatou rumores de que Lars von Trier, Scorsese e De Niro planejavam trabalhar em um remake do filme com as mesmas restrições usadas em De fem benspænd (2003). No entanto, em 2014, Paul Schrader disse que o remake não estava sendo feito; ele comentou: "Foi uma ideia terrível [...] Na mente de Marty, nunca foi algo que deveria ser feito".